# Magyar Sajtó (folyóirat)
A Magyar Sajtó (rövidítéséből adódóan becézve: Masa) című folyóirat 1955. január és 2004. július között megjelent, a Magyar Újságírók Országos Szövetsége (MÚOSZ) által gondozott sajtószakmai folyóirat volt. Közvetlen utóda a kizárólag interneten megjelenő eMasa nevű híroldal lett, ám 2016-ban az is megszűnt.

## Története
A lap elődjének tekinthető az 1953 tavaszától megjelenő Megyei Sajtónk című, szűk körben, sokszorosítással terjesztett orgánum, melynek címe időközben Megyei és Üzemi Sajtónkra változott. 1955-ben a korszak politikai elvárásainak megfelelő felkonferálással jelent meg a Magyar Sajtó első száma: a megjelenést pártunk és kormányunk tette lehetővé, cél pedig, hogy a szocialista sajtó munkatársaihoz méltó nyomtatott szakmai folyóirat jelenhessék meg. Bár a lap az újságírószövetségé volt, kiadója 1955-től 1987 májusáig a Lapkiadó Vállalat volt, de a kiadó lényegében ekkor sem változott, csak nevet váltott: ekkortól Pallas Lap- és Könyvkiadó Vállalat szerepelt az impresszumban. Az állami lapkiadó vállalt 1990 végéig állt a folyóirat mögött, az 1991-es első szám már a MÚOSZ saját kiadásában jelent meg, és ez a folyóirat megszűnéséig nem is változott - utóbb a MÚOSZ által alapított Sajtóház Lap és Könyvkiadó Kft gondozta a lapot.
A folyóirat 1955 és 1988 júniusa között havonta jelent meg. 1988 júniusától - ekkortól "új folyamként" jelezve a változásokat - a lap kéthetente jelent meg 1995-ig. Ekkor - anyagi okokra hivatkozva - visszaálltak a folyóiratszerű megjelenésre: évente 9-11 lapszám jelent meg a 2004-es megszűnésig.
A folyóiratnak 1988-ban 5834 előfizetője volt (a szövetség tagjainak ingyenesen járt a Magyar Sajtó), 2003 végi, vagyis a megszűnést megelőző évből csak a MÚOSZ taglétszámára vonatkozó adat van: 5404 fő biztosan megkapta a lapot.
A lap igen csöndesen - Bajnai Zsolt, a lap utolsó főszerkesztője szerint titokban - szűnt meg: a 2004 júliusi utolsó megjelent lapszámban nem esett szó arról, hogy a továbbiakban nem adják ki a lapot.

## Tartalma
A lapban kiemelt teret kapott a Magyar Újságírók Országos Szövetségének belső élete. Az éves beszámolók, küldöttgyűlések előtti vitafórumok, a jelöltek bemutatása mind helyet kaptak a folyóirat hasábjain, akárcsak a szövetség által a tagoknak nyújtott szolgáltatások. Az internet elterjedésével sem változott ez a helyzet, mivel a tagság kétharmadának a MÚOSZ nem ismerte az e-mail címét, ezért úgy tekintette őket, mint akiknek nincs internet-hozzáférésük, vagy munkahelyükön nem kívánták fogadni a MÚSZ információit. Szintén jelentős terjedelemben foglalkozott a folyóirat - főként a rendszerváltást követően - az újságírói érdekvédelem kérdésével, így például a foglalkoztatási formákkal, a honoráriumok mértékével, kifizetési anomáliáival. A rendszerváltás időszakának kiemelt tematikája volt a sajtószabadság, a szerkesztőségi és újságírói függetlenség, mindezek biztosításának és garanciáinak kérdésköre. A lap rovatstruktúrája számtalan átalakuláson ment keresztül, követve azokat a főbb tematikákat, amelyek az adott korszakban az újságírótársadalmat foglalkoztatták.